# Zastava Gambije
Zastava Gambije sastoji se od crvene, plave i zelene boje, od kojih je plava uokvirena bijelim prugama.
Crvena predsavlja sunce i savane, plava rijeke Gambije, zelena zemlju i šume, a bijela mir.